# Uschi Obermaier
Uschi Obermaier (Múnic, 24 de setembre de 1946) és una ex-model i actriu alemanya. Juntament amb d'altres, va ser protagonista del moviment d'esquerra a Alemanya l'any 1968. Es considera una icona sexual, símbol de l'anomenada "generació de 1968", i ha estat nomenada la "deessa hippie de la revolució sexual".

## Biografia
Obermaier va néixer el 24 de setembre de 1946 a la localitat alemanya de Sendling, un suburbi de Múnic. Va ser descoberta per la revista Twen. Després d'una reeixida sessió fotogràfica amb Guido Mangold a Camerun, es va convertir en una model famosa a nivell internacional i va començar a treballar per a revistes de renom i fotògrafs prestigiosos com Helmut Newton.
Va ser membre de la comunitat artística experimental Amon Düül entre 1968 i 1969. Va conèixer la seva parella, l'activista Rainer Langhans, en un concert el 1968 i es va traslladar a Berlín per allotjar-se a la seu de l'organització Kommune 1. Langhans i Obermaier eren totalment oberts amb els mitjans de comunicació sobre la seva relació, convertint-se en símbols de la revolució sexual. Es van convertir en la versió alemanya de John Lennon i Yoko Ono.
Obermaier no va ser tan reconeguda com a activista, ja que no va participar en campanyes feministes radicals, com altres dones i amics de la Kommune 1 i en canvi va ser més popular per les seves aparicions en revistes com l'alemanya Stern, en la qual va aparèixer totalment nua i fumant marihuana.
Obermaier va ser probablement la groupie alemanya més coneguda de la dècada de 1960. Va ser membre del grup musical Amon Düül durant un breu període, i es pensa que va tenir relacions amb Keith Richards, Mick Jagger i Jimi Hendrix.
Juntament amb Iris Berben actuà a la pel·lícula de 1968 de Rudolf Thome Detektive. Va ser la protagonista de la pel·lícula de 1969 Rote Sonne. També interpretà un paper secundari, juntament amb Rainer Langhans, a Haytabo, i així com el paper de Marlene a l'adaptació cinematogràfica de la novel·la Blutrausch.